# مارك باركر
مارك باركر (2 أكتوبر 1975 - 12 أكتوبر 2002) (بالإنجليزية: Mark Parker)‏ هو لاعب كريكت نيوزلندي.

## وصلات خارجية
- مارك باركر على موقع إي آس بي آن كريك إنفو (الإنجليزية)